# 逆孕酮
逆孕酮（英語：Retroprogesterone，也被称为9β,10α-孕酮，9β,10α-progesterone，或9β,10α-孕-4-烯-3,20-二酮，9β,10α-pregn-4-ene-3,20-dione）是一种黄体制剂但从未上市。它是天然孕酮的立体异构体，在其B环上的9号碳原子的氢原子位于β-位（高出平面）而非孕酮的α-位（低于平面），同时10号碳原子上的甲基基团为α-位而非孕酮的β-位。换句话说，就是9、10两个碳原子的空间结构与孕酮相反，因此得名“逆”（retro）孕酮。这种逆转导致甾环骨架的弯曲结构，使得A环和B环的平面在C环和D环下方，呈60°角。。这种结构非常适合与孕酮受体相互作用，因此逆孕酮比孕酮有着更高的受体亲和力。同时，这一结构不适合与其他甾类激素受体结合，因此逆孕酮及其衍生物也具有更高的对于孕酮受体的选择性。
逆孕酮是多种黄体制剂的母結構，包括已上市的地屈孕酮（6-脱氢逆孕酮）和群孕酮 (1,6-双脱氢-6-氯逆孕酮）和从未上市的Ro 6-3129，以及这些黄体制剂的一些活性代謝產物。